# Thomas Pakenham
Sir Thomas Pakenham (29 settembre 1757 – 2 febbraio 1836) è stato un ammiraglio irlandese.

## Biografia
Era il figlio più giovane di Thomas Pakenham, I barone di Longford, e di sua moglie, Elizabeth Cuffe, contessa di Longford.

## Carriera
Nel 1771 entrò nella Royal Navy a bordo del HMS Southampton, con il capitano John MacBride, con il quale si trasferì sulla HMS Orpheus nel 1773. L'anno successivo è stato promosso da Molyneux Shuldham, I barone Shuldham come tenente della fregata HMS Greyhound, dove è stato gravemente ferito. Nel 1778 entrò a far parte del HMS Courageux, comandato da Constantine Phipps, II barone Mulgrave e prese parte nella Battaglia di Ouessant il 27 luglio.
Nella primavera successiva fu trasferito in Europa, andando nel Nord America con la bandiera del contrammiraglio Mariot Arbuthnot e il 21 settembre 1779 è stato promosso al comando del HMS Victor, appena catturato dal nemico. Poi è stato inviato alla stazione di Giamaica dove, il 2 marzo 1780, è stato trasferito sul HMS San Carlos. A causa della sua vecchia ferita fu costretto a tornare in Inghilterra nell'autunno.
Nel dicembre 1780 è stato trasferito sul HMS Crescent, attaccato dalla flotta di George Darby, che venne mandato a Gibilterra nel mese di aprile 1781 e a Minorca sotto William Peere Williams-Freeman. Sulla via del ritorno, passando attraverso lo stretto, il 30 maggio, caddero sotto due fregate olandesi. Nella successiva battaglia di Cape St Mary, una delle fregate olandesi, la Castor (comandata da Pieter van Melvill Carnbee), colpì la HMS Flora, mentre l'altro, il Den Briel, catturò il HMS Crescent.
Per la perdita della sua nave fu processato dalla corte marziale e onorevolmente assolto. È stato quindi immediatamente nominato alla fregata HMS Minerva, che ha comandato l'anno successivo al posto di Lord Howe.
Nel 1783, Pakenham entrò nella Camera dei comuni irlandese per Longford Borough, carica che mantenne fino al 1790. Successivamente ha rappresentato Kells fino al 1798 e di nuovo Longford Borough fino all'Atto di Unione nel 1801. Nel 1793 venne trasferito sul HMS Invincible, con cui partecipò alla Glorioso Primo di Giugno. Nel 1795 venne trasferito sul HMS Juste. Il 14 febbraio 1799 fu promosso a contrammiraglio, a vice-ammiraglio il 23 aprile 1804 e ad ammiraglio il 31 luglio 1810.

## Matrimonio
Sposò, il 24 giugno 1785, Louisa Anne Staples, figlia di John Staples. Ebbero otto figli:
- Edward Michael Conolly (24 agosto 1786-4 gennaio 1848), sposò Catherine Ponsonby-Barker, ebbero dieci figli;
- Thomas Pakenham (12 ottobre 1787-17 ottobre 1846), sposò Isabella Wetherall, ebbero un figlio;
- John Pakenham (18 ottobre 1790-1 giugno 1876), sposò in prime nozze Caroline Popham, ebbero tre figli, e in seconde nozze Frances Peters, non ebbero figli;
- Louisa Anne Pakenham (12 marzo 1792-?), sposò William Dutton Pollard, non ebbero figli;
- Henrietta Pakenham (20 settembre 1795-8 marzo 1869), sposò il reverendo John Hare, non ebbero figli;
- Sir Richard Pakenham (19 maggio 1797-30 ottobre 1868);
- reverendo Robert Pakenham (4 giugno 1799-30 dicembre 1883), sposò in prime nozze Harriet Browne, ebbero sei figli, e in seconde nozze Elizabeth Whitelaw, ebbero una figlia;
- Sarah Pakenham (17 aprile 1802-?), sposò Samuel Law, ebbero una figlia.

## Morte
Morì il 2 febbraio 1836.